# Centrul Civic (București)
Centrul Civic este un cartier central al Bucureștiului, care a fost complet reconstruit în anii '80, ca parte a programului de sistematizare inițiat de Nicolae Ceaușescu, program care a inclus și construcția de noi centre civice în orașele României.
Centrul Civic București ocupă o suprafață de 5,9 kilometri pătrați (2,3 mi2), fiind situat pe teritoriul mai multor sectoare: sectorul 1, sectorul 2, sectorul 3, sectorul 4, sectorul 5 și sectorul 6 din București.
Aici se află unele din instituțiile importante ale României, precum Palatul Parlamentului, Academia Română, Biblioteca Națională, diverse sedii de ministere si instituții, ori Tribunalul București.

## Zone componente
- Bulevardul Unirii
- Bulevardul Libertății
- Strada Izvor
- Piața Unirii
- Piața Constituției
- Piața Alba Iulia
- Parcul Izvor

Alte artere principale incluse în perimetrul Centrului Civic sunt bulevardele Națiunile Unite, Octavian Goga, Decebal, Burebista (neterminat), Mircea Vodă (parțial), strada Nerva Traian (parțial), Calea 13 Septembrie (parțial) și Splaiul Unirii (parțial).

## Galerie

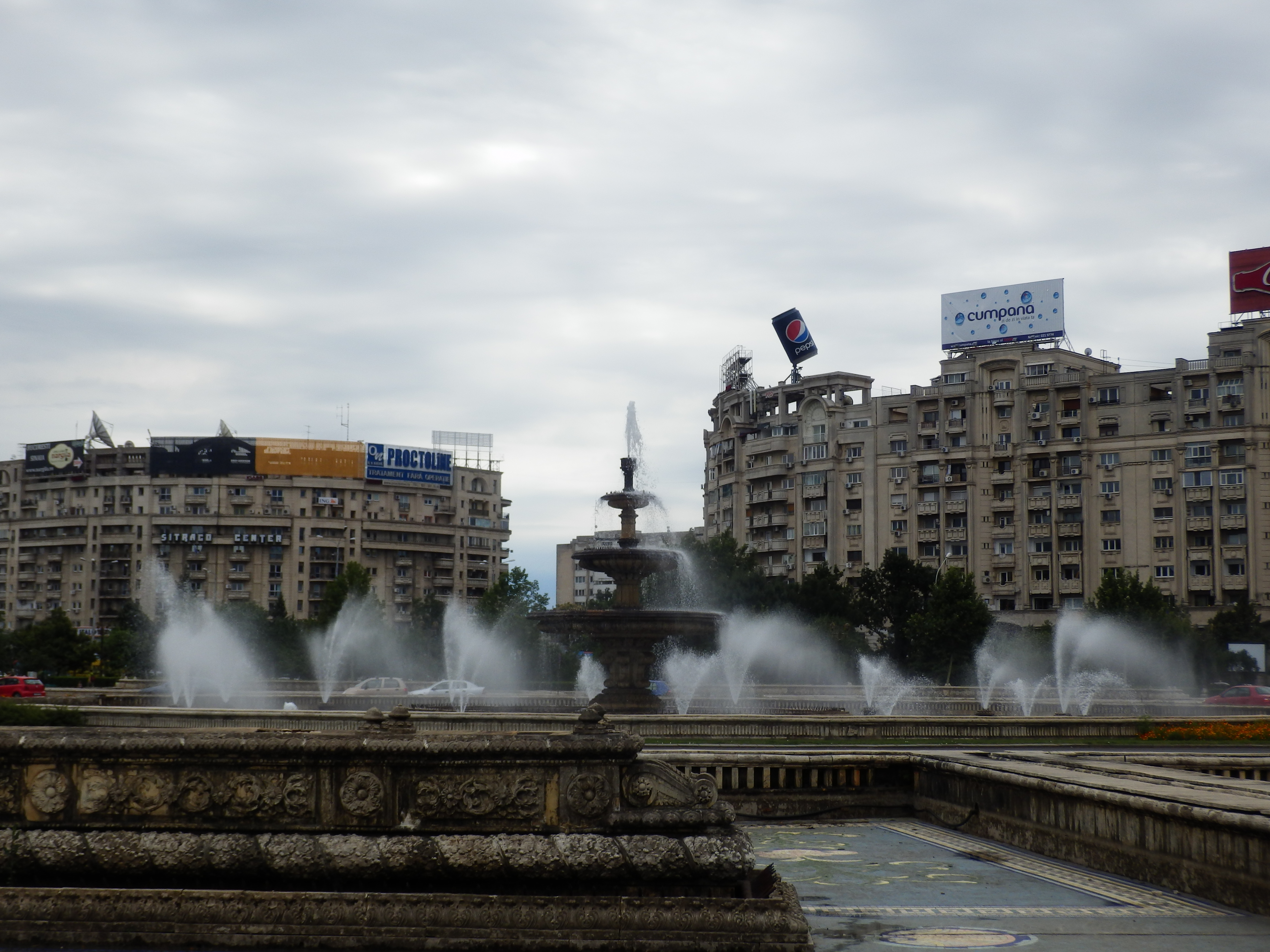
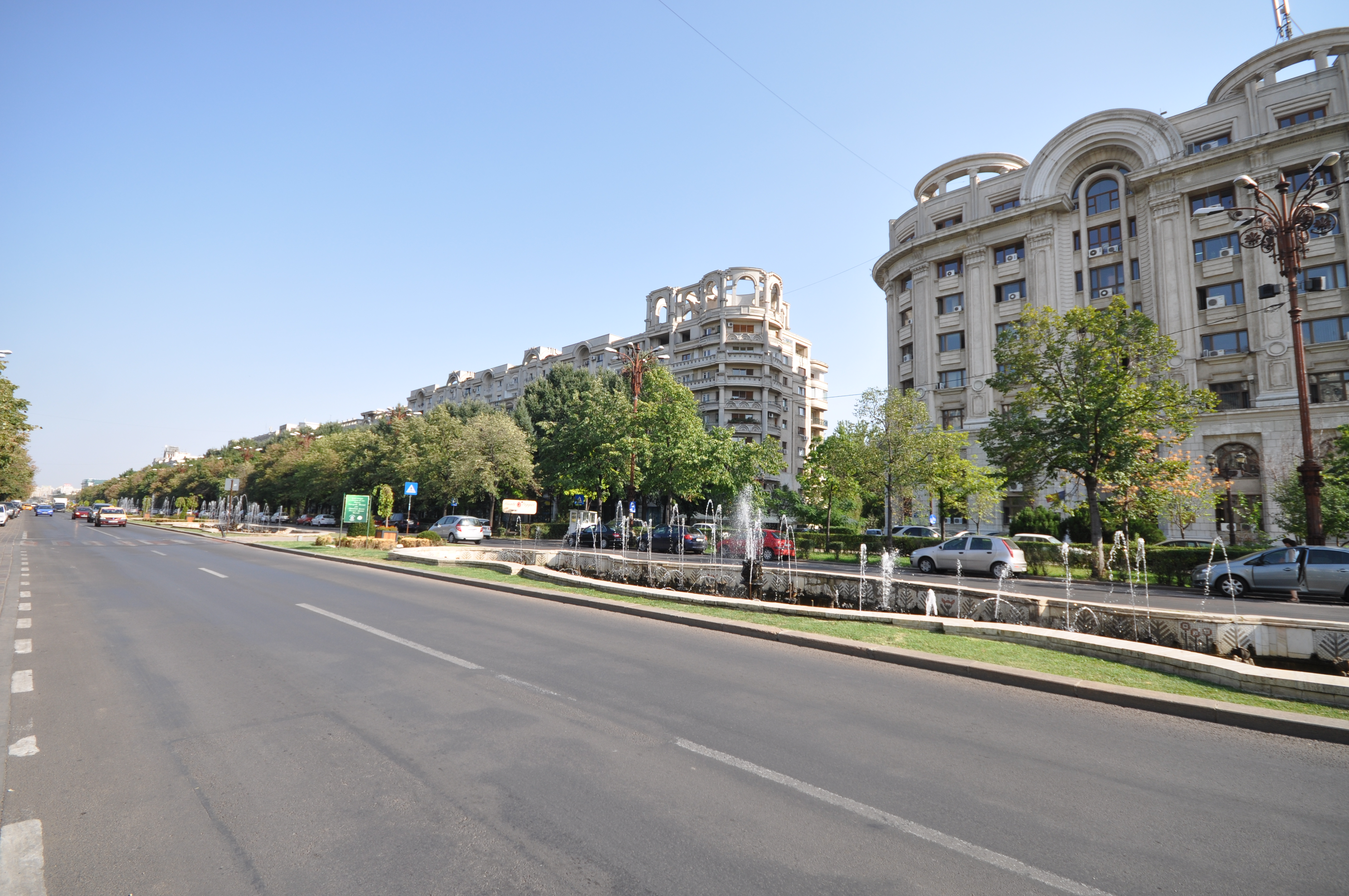
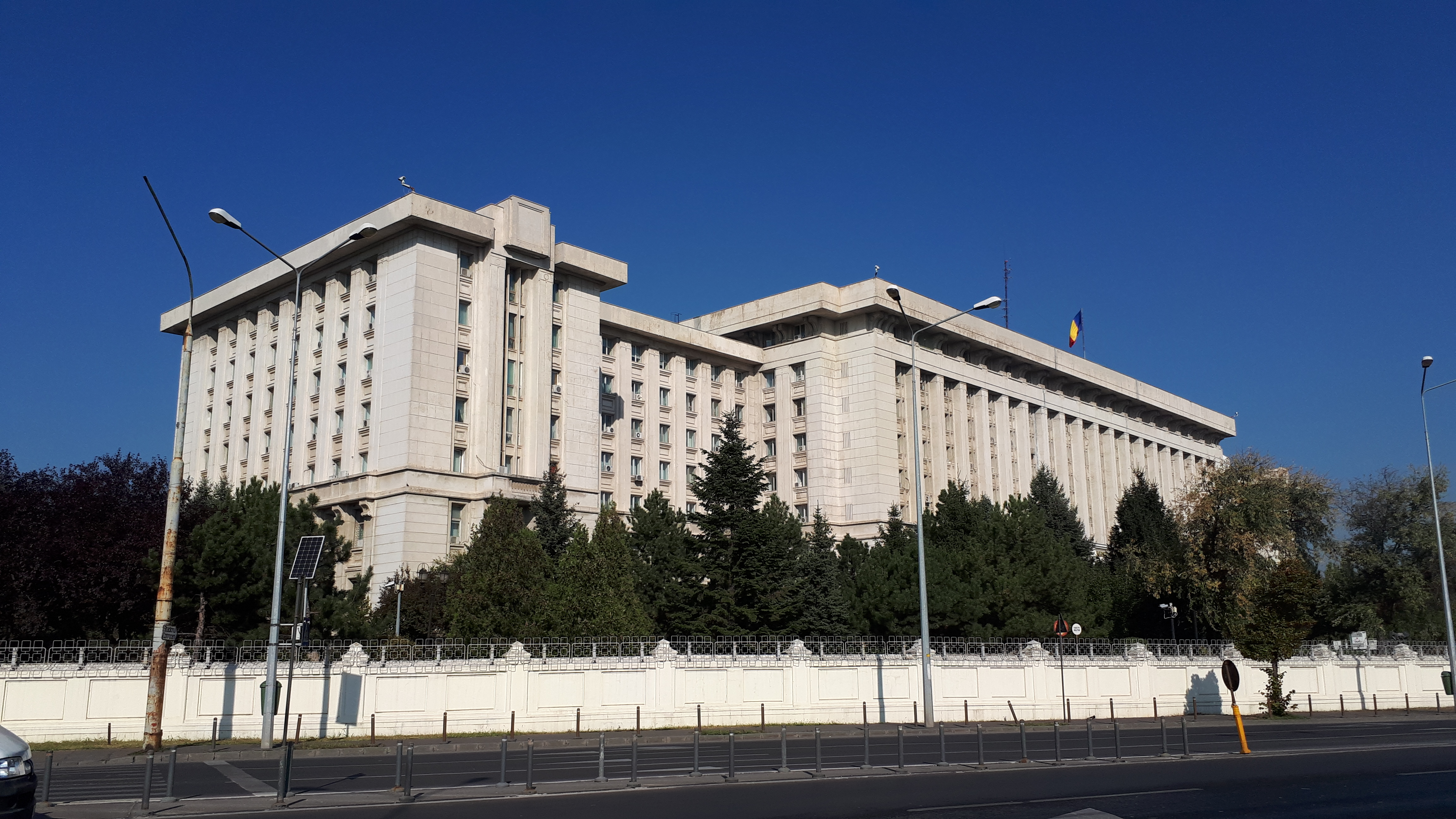
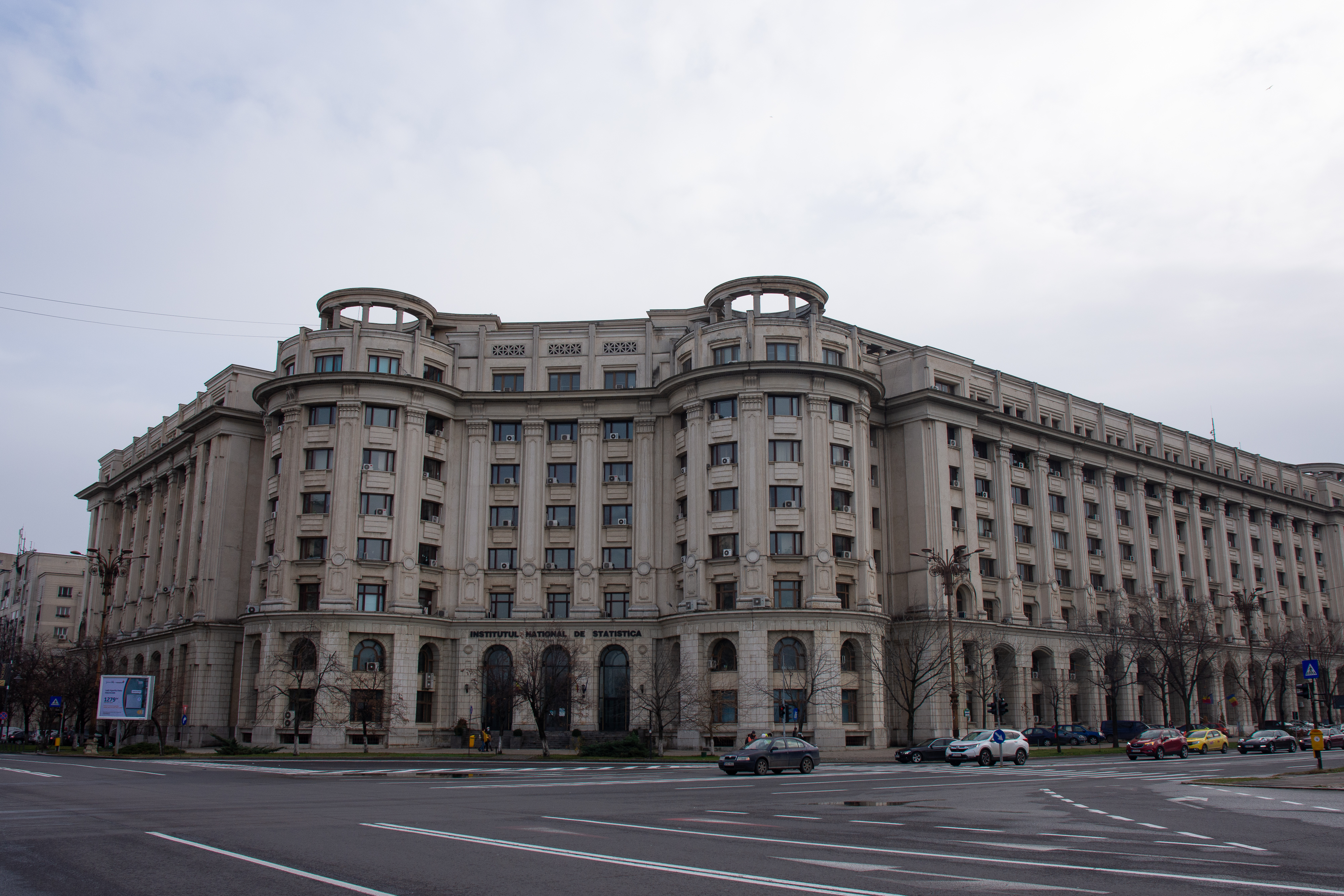
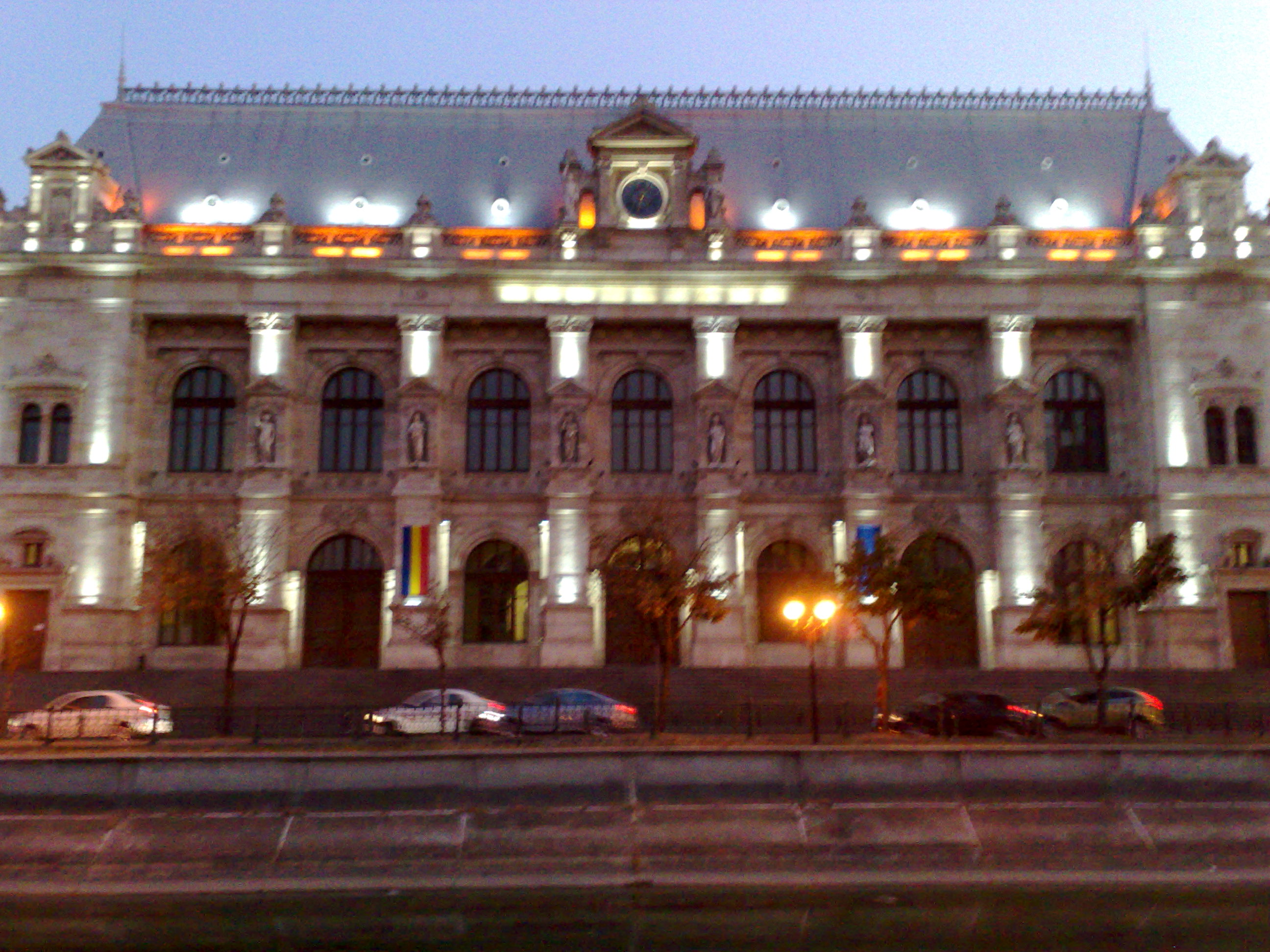
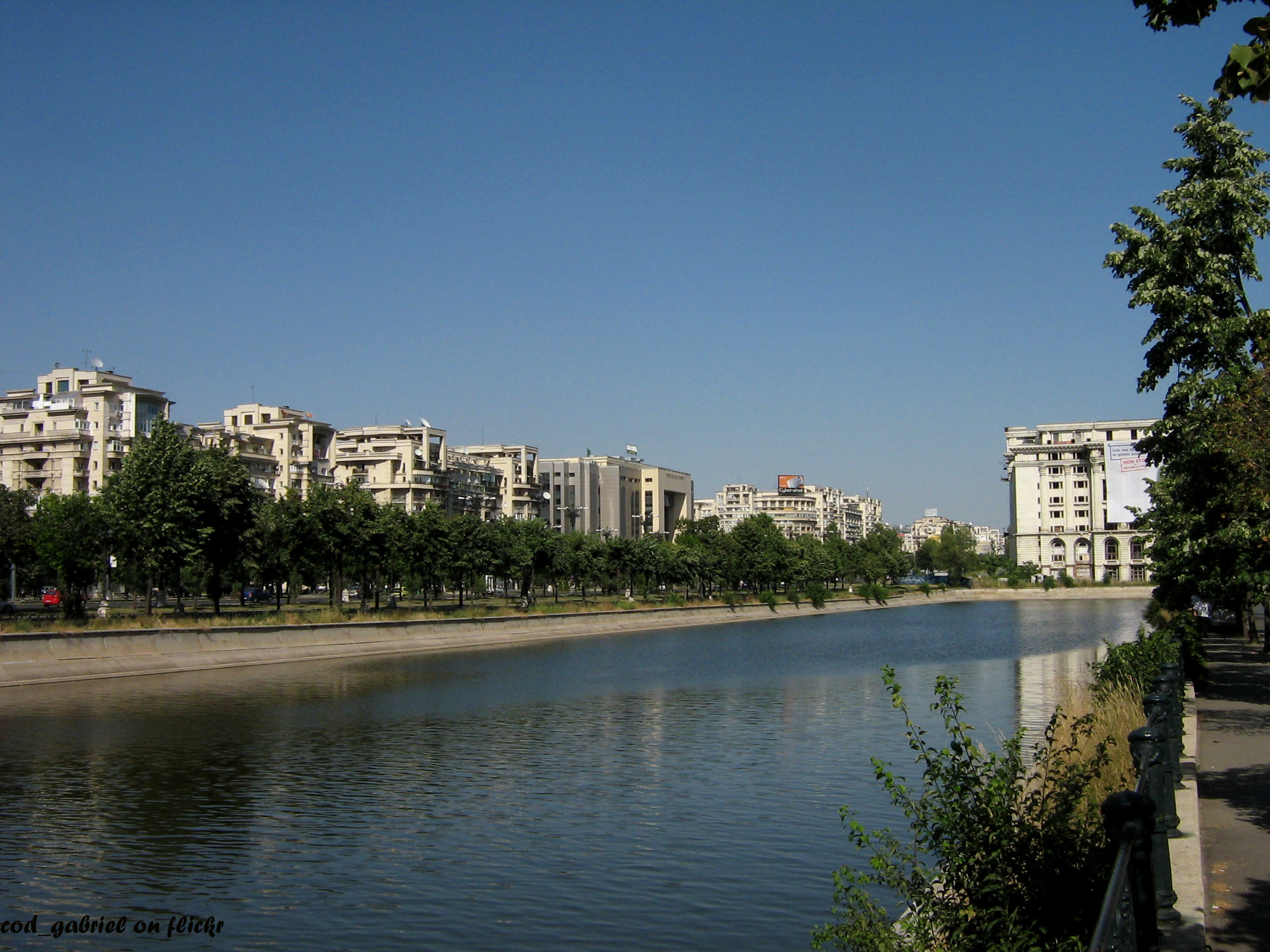
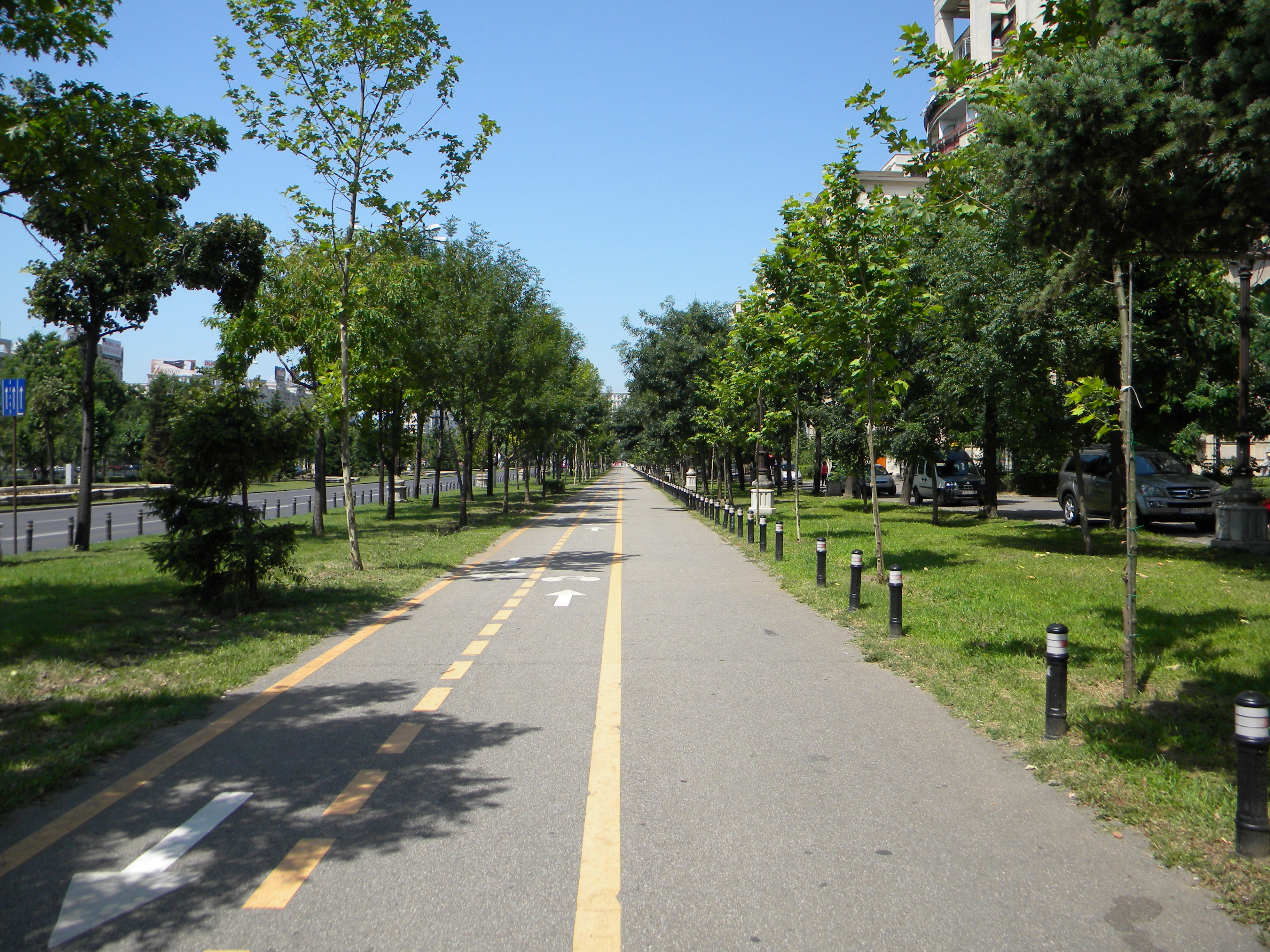
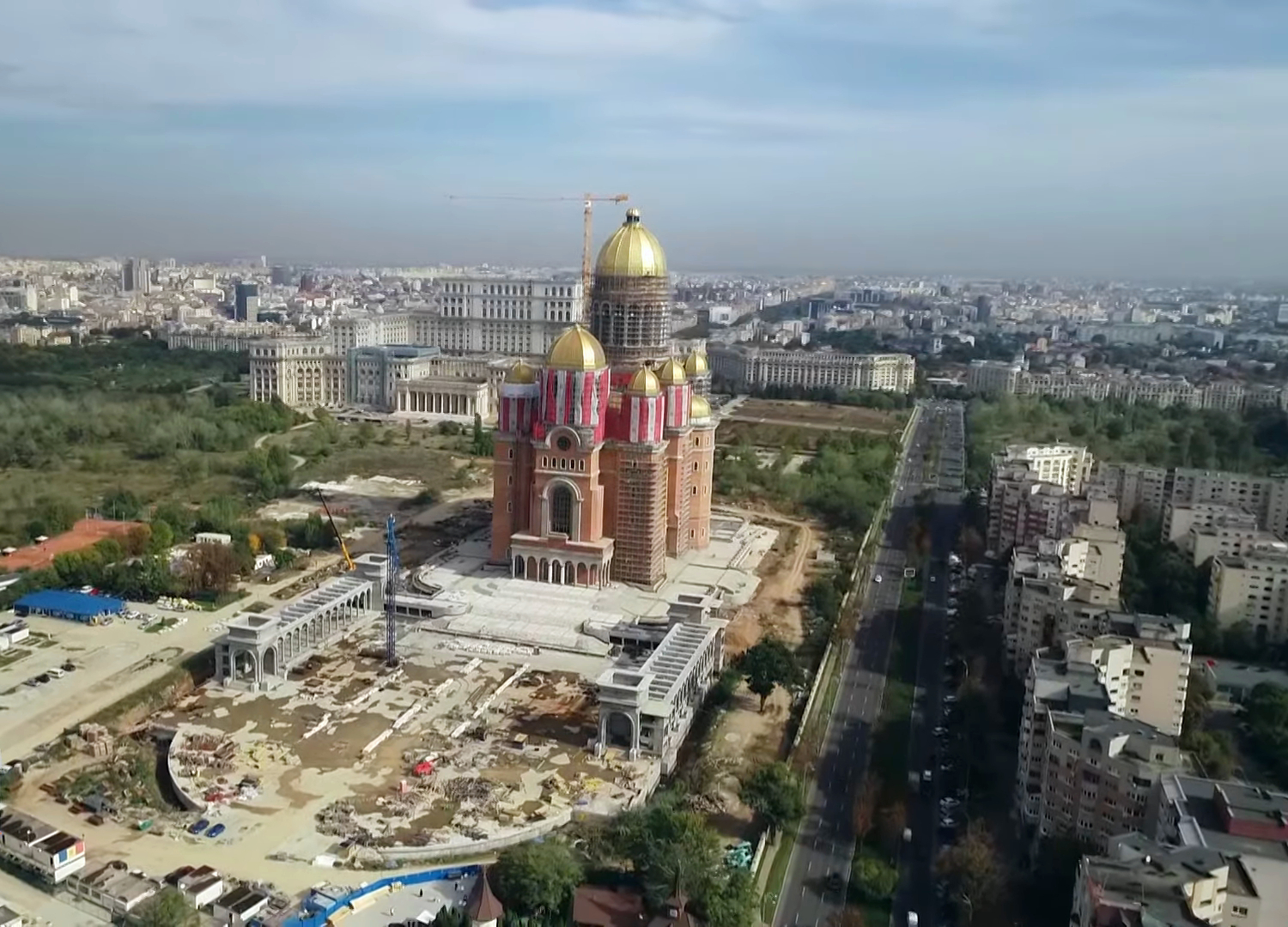
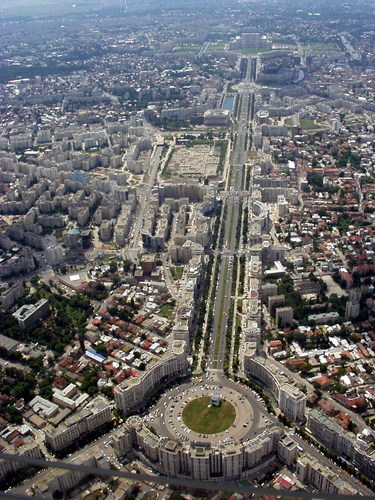

### Stații de metrou
- Unirii
- Izvor